# Acalypha virgata
Acalypha virgata är en törelväxtart som beskrevs av Carl von Linné. Acalypha virgata ingår i släktet akalyfor, och familjen törelväxter. Inga underarter finns listade i Catalogue of Life.